# Ivan Pavlovich Sergeyev
Ivan Pavlovich Sergeyev (tiếng Nga: Иван Павлович Сергеев; 1897, Gzhatsk, tỉnh Smolensk - 23 tháng 2 năm 1942, Saratov) là một chỉ huy quân sự và chính khách Liên Xô. Ông là một trong số các nạn nhân của Cuộc Thanh trừng Hồng quân 1941.

## Tiểu sử
Ivan Pavlovich Sergeyev sinh năm 1897 tại Gzhatsk, tỉnh Smolensk trong một gia đình thuộc tầng lớp lao động. Năm 1918, ông tình nguyện gia nhập Hồng quân, nơi ông giữ chức vụ chỉ huy trưởng khẩu đội, sau đó là tiểu đoàn trưởng. Từ năm 1922, ông phục vụ trong các đơn vị pháo binh đặt tại Moskva, và từ năm 1925, là chỉ huy trung đoàn pháo binh trong một quân đoàn.
Năm 1925, ông tốt nghiệp khóa đào tạo nâng cao pháo binh cho các cán bộ chỉ huy; năm 1931, tốt nghiệp Học viện Quân sự Frunze của Hồng quân.
Từ năm 1931 đến năm 1933 - Tham mưu trưởng Trường Pháo binh Moskva, từ năm 1933 đến năm 1936 - Hiệu trưởng Trường Pháo binh Tomsk.
Năm 1932, ông gia nhập CPSU (b).
Từ năm 1936 đến năm 1938 - Trưởng Ban Giám đốc các cơ sở giáo dục của Dân ủy Quốc phòng Liên Xô; năm 1938 - chủ nhiệm các khóa đào tạo nâng cao pháo binh cho cán bộ chỉ huy của Hồng quân, và cùng năm - Phó ủy viên nhân dân Công nghiệp thuộc Hội đồng Dân ủy Liên Xô.
Với việc thành lập Dân ủy Đạn dược Liên Xô vào ngày 11 tháng 1 năm 1939, ông được bổ nhiệm làm Ủy viên nhân dân Đạn dược.
Từ năm 1939, ông là ủy viên dự khuyết của Ủy ban Trung ương CPSU (b).
Ngày 3 tháng 3 năm 1941, ông được miễn nhiệm chức vụ Ủy viên nhân dân và được bổ nhiệm làm giáo viên Trường Quân sự Bộ Tổng Tham mưu.
Ngày 30 tháng 5 năm 1941, ông bị bắt trong vụ án “Phá hoại hệ thống cơ quan Dân ủy Đạn dược” (do đơn hàng phân bổ không đồng đều giữa các xí nghiệp nên kế hoạch sản xuất đạn phòng không 37 mm và 85 mm, đạn xuyên giáp 76 mm bị gián đoạn).
Sau khi chiến tranh nổ ra, sự thiếu hụt những loại đạn pháo như vậy là điều tai hại nhất đối với Hồng quân: 
Quân đoàn cơ giới số 6 mạnh nhất của Quân khu đặc biệt miền Tây và là một trong những quân đoàn được trang bị nhiều nhất trong Hồng quân. Vào ngày 22 tháng 6, nó có 238 xe tăng T-34 và 114 KV và KHÔNG CÓ đạn xuyên giáp cho súng 76-mm.
Báo cáo về việc cung cấp vũ khí và đạn dược tính đến ngày 25 tháng 4 năm 1941. Quân đoàn cơ giới 3 của Quân khu đặc biệt Baltic xe tăng KV - 79, xe tăng T-34 - 50, theo phiếu báo cáo có 17.948 quả đạn pháo 76 mm, nhưng không có đạn xuyên giáp.
Quân đoàn cơ giới 4 của Thiếu tướng Andrey Andreyevich Vlasov: Quân đoàn có 72 xe tăng KV, 242 xe tăng T-34, dự kiến có 66.964 đạn cho pháo xe tăng 76 ly, trong đó số đó không có đạn xuyên giáp.  
Ngày 29 tháng 1 năm 1942, Sergeyev bị kết án tử hình không qua xét xử theo danh sách hành quyết. Trên trang đầu tiên của danh sách này là phê chuẩn viết tay của Stalin: “Bắn tất cả những ai có tên trong danh sách. I. St".
Sau cái chết của Stalin, ông được phục hồi danh dự ngày 22 tháng 10 năm 1955.

## Giải thưởng
- Huân chương Lenin